# Municipio de Clark (condado de Lincoln)
El municipio de Clark (en inglés: Clark Township) es un municipio ubicado en el condado de Lincoln en el estado estadounidense de Misuri. En el año 2010 tenía una población de 10395 habitantes y una densidad poblacional de 60,35 personas por km².

## Geografía
El municipio de Clark se encuentra ubicado en las coordenadas 38°54′43″N 90°58′32″O / 38.91194, -90.97556. Según la Oficina del Censo de los Estados Unidos, el municipio tiene una superficie total de 172.23 km², de la cual 170.43 km² corresponden a tierra firme y (1.04%) 1.8 km² es agua.

## Demografía
Según el censo de 2010, había 10395 personas residiendo en el municipio de Clark. La densidad de población era de 60,35 hab./km². De los 10395 habitantes, el municipio de Clark estaba compuesto por el 94.91% blancos, el 1.91% eran afroamericanos, el 0.16% eran amerindios, el 0.55% eran asiáticos, el 0.01% eran isleños del Pacífico, el 0.57% eran de otras razas y el 1.89% pertenecían a dos o más razas. Del total de la población el 1.6% eran hispanos o latinos de cualquier raza.